# Cumbacher Teiche
Die Cumbacher Teiche sind flache, nährstoffreiche Fischteiche bei Cumbach, einem Ortsteil der Stadt Friedrichroda im Landkreis Gotha in Thüringen.

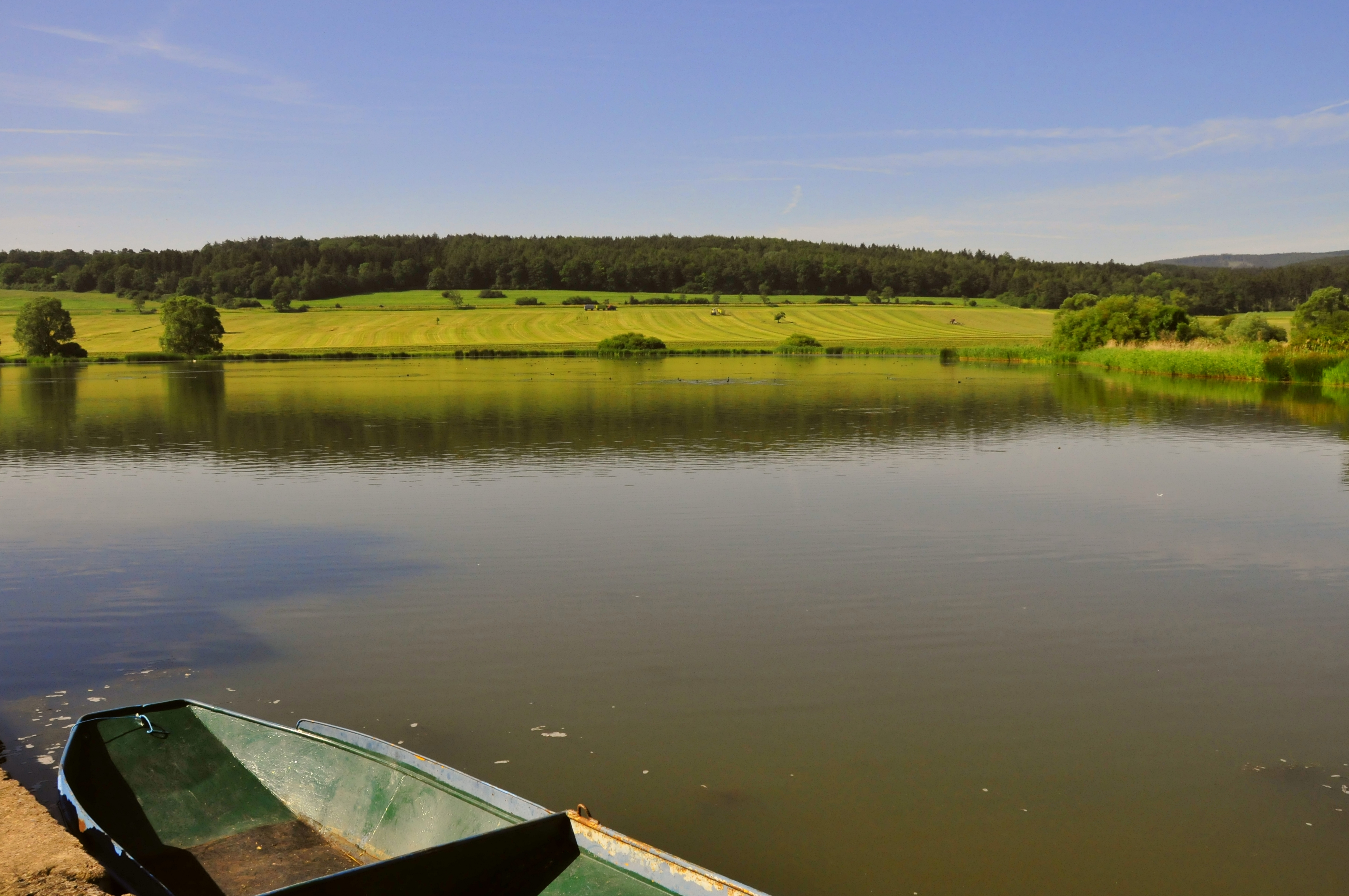
Der Igelsteich

Die Cumbacher Teiche werden durch zwei Bäche gespeist: einer ist der gleichnamige Bach, dessen Quelle im Rödicher Teich nordöstlich von Rödichen liegt und der zunächst den kleinen Fahrteich speist, bevor er in den oberen Cumbacher Teich einmündet. Der andere Bach ist ein Rinnsal, aus Rödichen kommend, der, nach Durchfluss von zwei kleinen Teichen, den Igelsbach speist. Von dort geht ein Bach ebenfalls in den oberen Cumbacher Teich. Der Abfluss des Cumbachs aus dem unteren Cumbacher Teich mündet nach etwa 1,8 km östlich der Ortslage Cumbach in die Hörsel.
Der Alte Cumbacher Teich soll, so die örtliche Überlieferung, bereits im Hochmittelalter von den Mönchen des benachbarten Kloster Reinhardsbrunn angelegt worden sein, um Karpfen und andere Fische als Fastenspeise zu vermehren. Sein damaliger Name war Espenfelder Teich, er hatte eine Größe von 39 ha. Am Igelsteich war eine Gerichtsstätte des Klosters Reinhardsbrunn, wo um 1530 unter anderem Mitglieder der Täufergemeinde von Zella St. Blasii mit dem Schwert hingerichtet wurden. Auf diese Gerichtsstätte weist ein Eintrag mit dem Flurnamen „Auf dem Gericht“ in einer Karte des Gemeindebezirks Ernstroda von 1933 hin.
Der Neue Cumbacher Teich wurde erst in den 1970er Jahren angelegt, als man die oberhalb des alten Teiches vorhandenen Wiesen aus der landwirtschaftlichen Nutzung aussonderte.
Die Teiche haben folgende Ausmaße:
|                         | Oberfläche | Umfang  |
| ----------------------- | ---------- | ------- |
| Igelsteich              | 013.000 m² | .0530 m |
| Fahrteich               | 003.945 m² | .0278 m |
| Oberer Cumbacher Teich  | 105.350 m² | 1.178 m |
| Unterer Cumbacher Teich | 118.557 m² | 1.289 m |

Die genannten Teiche haben eine Gesamtfläche von etwas über 24 ha und werden von der Fischereigenossenschaft Reinhardsbrunn bewirtschaftet. Das Gebiet ist Betriebsgelände, es herrscht ein ganzjähriges Badeverbot. Ein ehemaliges Wirtschaftsgebäude auf der Dammkrone diente einst als Unterkunft für die Arbeiter, es ist inzwischen in ruinösem Zustand.
Die Nutzung als Fischteich gestattet auch den Erhalt zahlreicher Amphibienarten, die sich im Teichgebiet paaren. So stellen die Cumbacher Teiche den bedeutendsten Laichplatz für Lurche und Kammmolche in Thüringen dar. Obwohl nur wenige öffentliche Verkehrsstraßen um die Teiche genutzt werden, müssen alljährlich durch freiwillige Helfer an den vorbereiteten Auffang- und Sammelplätzen bis zu 16.000 Individuen vor dem Verkehrstod gerettet werden.